# Скотт, Даг
Даг Скотт, полное имя Да́глас Кит Скотт (англ. Douglas Keith Scott; 29 мая 1941, Ноттингем, Ноттингемшир, Великобритания — 7 декабря 2020) — британский альпинист, писатель. Обладатель самой престижной награды в мировом альпинизме «Золотой ледоруб» (2011) в номинации «За достижения всей жизни» (англ. Lifetime Achievement Award). Участник 45 экспедиций в Гималаи и Каракорум, совершивший в общей сложности сорок высотных восхождений, из которых половину по новым маршрутам. Член Клуба семи вершин. Среди многих его выдающихся спортивных достижений наиболее известны первое восхождение на Эверест по юго-западной стене (с Дугалом Хэстоном), а также первое восхождение на пик Баннтха-Бракк (Огре) в Каракоруме (с Крисом Бонингтоном).
Кавалер ордена Британской империи (1994) и золотой медали Королевского географического общества (1999). Обладатель ряда почётных званий. Автор нескольких книг. Русскоязычным читателям Даг Скотт стал известен в 1986 году после публикации в альманахе «Ветер странствий» перевода его рассказа «Спасайтесь сами на Людоеде!» (англ. A Crawl Down The Ogre) о восхождении на Огре. В самом начале спуска Даг сломал обе ноги, и его возвращение к людям превратилось в битву за жизнь.

## Ранние годы
Даг Скотт родился 29 мая 1941 года в Ноттингеме в семье Джорджа и Джойс Скоттов. Отец служил в полиции, был спортсменом, в 1938 году стал чемпионом по боксу на соревнованиях среди полицейских Европы в лёгком весе. Базовое образование Даг получил в начальной школе Robert Shaw Primary School, а затем в средней школе Cottesmore School (в которой со временем стал преподавателем географии). Его путь в большой спорт начался со школьных туристических прогулок в 12-летнем возрасте, а в 1955 году во время одного из походов он впервые увидел скалы Блэк-Рокс (Дербишир) и тренировавшихся на них альпинистов. «Мне стало не то что любопытно, я был потрясён». Через две недели вместе со своим другом Клайвом Смитом Даг вернулся на велосипедах к этим скалам и совершил свой первый подъём по несложному маршруту «Fat Man’s Chimney». В последующие поездки на них он проходил всё более сложные маршруты. Затем были походы по Сноудонии, путешествия автостопом по Югославии и Марокко, первые удачные и неудачные восхождения. В возрасте 17 лет Даг поднялся на Монблан, а в 20 прошёл северо-восточную стену Пиц-Бадиле по маршруту Кассина.

## Карьера в альпинизме

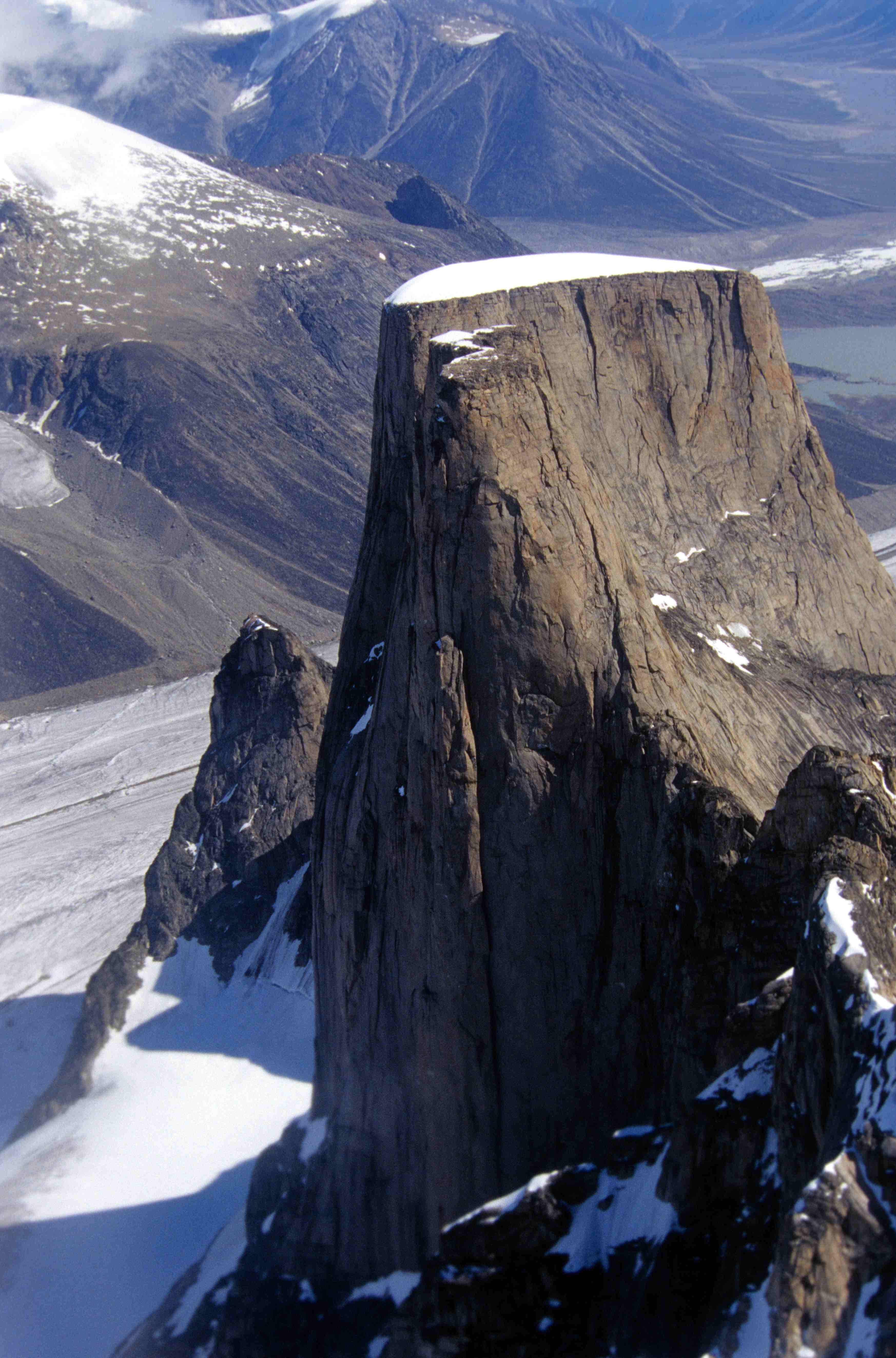
Асгард, Баффинова земля

В период с 1962 по начало 1970-х годов Даг совершил множество восхождений в Альпах, а также за их пределами. В их числе первое восхождение на Тарсо-Тиероко (Чад, массив Тибести), первый подъём по южной стене на Кох-и-Бандака (англ. Koh-i-Bandaka, Гиндукуш, Афганистан, 6 812 м), восхождение по ребру Бонатти на Пти-Дрю, первое британское восхождение по Salathé Wall на Эль-Капитан (США, с Питером Хабелером). В 1972 году Скотт вместе с Дэннисом Хеннеком (англ. Dennis Hennek), Полом Нанном (англ. Paul Nunn) и Полом Брэйтвейтом (англ. Paul Braithwaite) прошёл новый маршрут по восточному ребру на Асгард (Баффинова земля, Scott Route VI 5.9, A1).
В 1972 году для Дага началась эра восхождений на азиатские гиганты. Весной он принял участие в интернациональной экспедиции Карла Херлигкоффера, ставившей своей задачей пройти неприступную юго-западную стену Эвереста, а осенью присоединился к экспедиции Криса Бонингона, также штурмовавшей эту твердыню (обе попытки закончились неудачно). В 1974-м вместе с Бонингтоном, Хэстоном, Мартином Бойсеном (англ. Martin Boysen), Бальвантом Сэндху (англ. Balwant Sandhu) и Течи Шерпой (англ. Tachei Sherpa) совершил восхождение на Чангабанг (6 864 м), а 24 сентября 1975 года Скотт и Дугал Хэстон взошли на высочайшую вершину планеты по новому экстрасложному маршруту по юго-западной стене (руководитель экспедиции Крис Бонингтон). Помимо этого они стали первыми британцами, ступившими на вершину Джомолунгмы. Во время спуска с вершины на высоте 8 763 метра Даг и Дугал провели «холодную ночёвку» при температуре ниже −40 С° (без даже минимального набора бивачного снаряжения) в наскоро вырытой небольшой снежной пещере, но смогли самостоятельно спуститься вниз. По словам Скотта, несмотря на перенесённые испытания, «это были три самых лучших дня, проведённых в горах». В ознаменование «великого достижения» свои поздравления альпинистам направила Королева Великобритании Елизавета II.
В 1977 году после четырёх предыдущих безуспешных попыток различных экспедиций Скотт и Бонингтон поднялись на одну из самых сложных для восхождения вершин в Каракоруме пик Огре (7 284 м). Но во время первого же дюльфера вниз Скотт сломал себе лодыжки обеих ног. В течение последующих семи дней при поддержке Бонинингтона, а также второй штурмовой связки — Клайва Роулэнда (англ. Clive Rowland) и Мо Энтойна в условиях штормовой погоды, практически без еды и питья, Скотт на коленях сумел самостоятельно добраться до базового лагеря. За этот спортивный подвиг Дагу была присуждена премия «За спортивную доблесть» (Victoria Sporting Club’s Valour in Sport award) (£ 25 000), однако за несколько дней до церемонии её официального вручения Скотт, планировавший передать эти деньги Фонду Эвереста, отказался от награды: «Ни один альпинист, из тех что я знаю, не примет награду деньгами. Это неприемлемо для альпинистов. Это то, чего нельзя делать» (годом ранее премию получил автогонщик Ники Лауда).
В следующем году Скотт участвовал в экспедиции Бонингтона на К2, а также попытке восхождения на Нупцзе по северному гребню (с Майком Ковингтоном (англ. Mike Covington) и Джо Таскером — обе закончились неудачно. В 1979-м вместе с Таскером и Питером Бордманом Скотт совершил первое восхождение по северному гребню на Канченджангу (в альпийском стиле (без помощи высотных носильщиков)), а также с Джорджем Беттембургом (англ. Georges Bettembourg), Брайаном Холлом (англ. Brian Hall) и Аланом Роузом первым прошёл Северный контрфорс Нупцзе («North Buttress»).
В 1980-х годах Даг Скотт участвовал в трёх попытках восхождений на K2 (по разным маршрутам (1980, 83, 87)), и двух на Макалу (по юго-восточному гребню (1980, 83), были достигнуты высоты 8180 и 8370 метров). В 1981-м он проложил новый маршрут на Шивлинг (по восточному ребру, вместе с Риком Уайтом, Грэгом Чайлдом и Джорджем Беттембургом), считающийся исключительным по совокупности сложности, красоты и безупречности стиля, в котором был пройден. В 1982 году Даг поднялся в альпийском стиле по южной стене на Шиша-Пангму (с Алексом Макинтайром и Роджером Бакстер-Джонсом (англ. Roger Baxter-Jones), а в 1983-м на Броуд-Пик (по классике, со Стивом Састедом (англ. Steve Sustad)).
В девяностых годах двадцатого века Скотт совершал восхождения в различных регионах мира — Индии, Тибете, Антарктиде, Аргентине и других. В 1995 году он стал членом Клуба семи вершин — альпинистом, покорившим высочайшие вершины всех семи континентов. «Своими „дерзкими“ восхождениями в альпийском стиле он доказал, что можно подниматься на самые высокие пики земли лишь с содержимым собственного рюкзака».

## Некоторые из восхождений в различных регионах
- 1974 — первое восхождение на пик Ленина по юго-восточному гребню (с Клайвом Роулендом, Полом Брэйтвейтом и Гай Ли)
- 1976 — первое восхождение (в альпийском стиле) по южной стене Денали (с Дугалом Хэстоном)
- 1988 — Дичу-Дрейк[англ.] (Бутан), Северная вершина массива
- 1992 — Чимтарга (Таджикистан), пик Винсон (Антарктида), Pelagic (Огненная земля)
- 1995 — Джая (Новая Гвинея)

## Общественная деятельность
С начала 1990-х годов Даг Скотт начал заниматься активной общественной и благотворительной деятельностью, направленной в основном на улучшение условий жизни коренных народов Азии. С его слов, на проблему нищеты и антисанитарии Даг обратил пристальное внимание после смерти в экспедиции 1990-го года одного из высотных носильщиков. Первым шагом в этом направлении стало строительство небольшого водопровода в одной из пакистанских деревень, затем строительство школы. В 1998 году Скотт учредил благотворительную организацию Community Action Nepal, которая за годы своего существования реализовала множество проектов в сферах здравоохранения, образования, экологии и экономики Непала. Фонд финансируется за счёт добровольных пожертвований, а также за счёт денег, вырученных Скоттом от чтения многочисленных лекций.
С 1976 по 1982 годы Скотт возглавлял клуб Alpine Climbing Group, а с 1999 по 2001-й был Президентом Альпийского клуба Великобритании. Является также членом Ноттингемского альпклуба.

## Награды и почётные звания
За свои достижения Скотт удостоен ряда наград и почётных званий:
Награды:
- Орден Британской Империи (1994)
- Золотая медаль Королевского географического общества (1999)[16]
- Лауреат премии «Золотой Орёл» от Гильдии писателей и фотографов-путешественников (2005)[17]
- Лауреат премии «За достижения всей жизни» John Muir Trust[англ.] (2005)[18]
- Золотой ледоруб в номинации «Карьера в альпинизме» (2011)[8]

Почётные звания:
- Почётный магистр искусств Университета Лафборо
- Почётный магистр педагогики Университета Ноттингем-Трент
- Почётный магистр искусств Ноттингемского университета